# Великодня голубка
Велико́дня голу́бка або велико́дня коло́мба (італ. Colomba pasquale, colomba di Pasqua, італійська вимова: [koˈlomba paˈskwaːle], [koˈlomba di ˈpaskwa]) — італійський традиційний солодкий хліб, який випікають на Великдень в Італії. Аналог двох відомих італійських різдвяних хлібів — панетоне та пандоро.
Тісто для голубки виготовляється подібним чином, як для панетоне, з борошна, яєць, цукру, натуральних дріжджів та масла; на відміну від панетоне, коломба зазвичай містить зацукровану шкірку і не має родзинок. Потім тісто формують у формі голуба (італійська коломба) і, нарешті, до випікання заливають перловим цукром та мигдалем. Деякі виробники випускають інші версії, включаючи популярний хліб, посипаний шоколадом.
Коломбу комерціалізував міланський пекар та бізнесмен Анджело Мотта як великодню версію різдвяного фірмового панеттоне, який виробляла їжа Motta.

## Історія

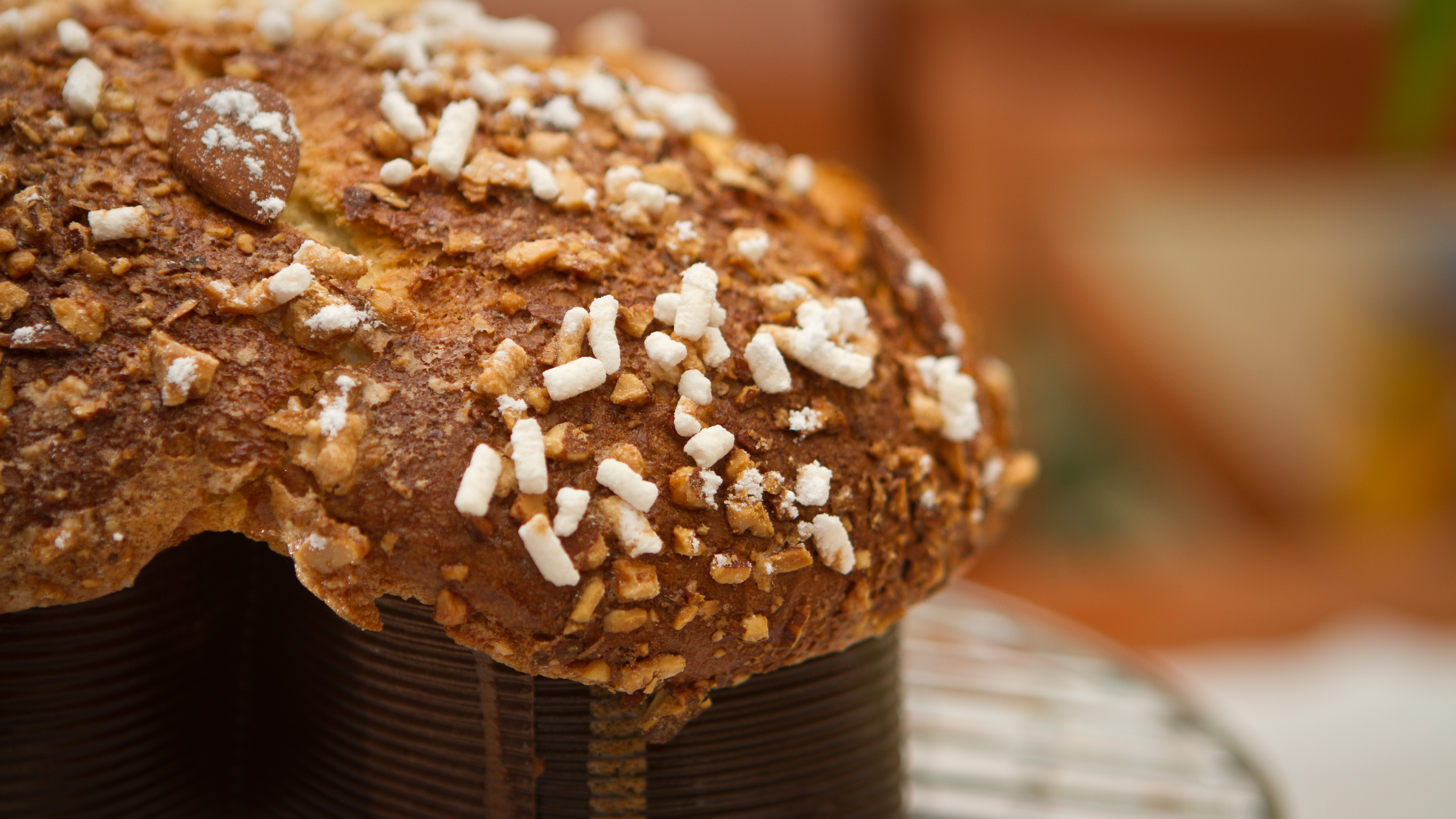
Деталь глазурі з мигдалем і цукровими бризками

Саме Діно Віллані, директор з реклами міланської компанії Motta, яка вже славилася своїм різдвяним панетоне, у 1930-х роках, щоб скористатися тими ж машинами та тими ж макаронами, задумав десерт, схожий на панетоне, але призначений для урочистостей Великодня. Потім рецепт взяв Анджело Вергані, який у 1944 році заснував Vergani srl, компанію в Мілані, яка і сьогодні виробляє коломбу.
З тих пір великодня голубка поширився на столах усіх італійців і навіть далеко за межами Італії. Оригінальне тісто, виготовлене з борошна, масла, яєць, цукру та зацукрованої апельсинової кірки з насиченою мигдалевою глазур’ю, згодом набуло різних форм та варіацій.

### Легенди про десерт у Ломбардії
Існують легенди, котрі хотіли б простежити цей паску ще до лангобардського періоду, навіть до лангобардського короля Альбойна, якому під час облоги Павії (середина VI століття ) на знак миру пропонували солодкий хліб у формі голуба. Інша легенда розповідає про великоднього голуба, пов’язаного з ломбардською королевою Теодоліндою та святим ірландським абатом Сан-Коломбано. Легенда свідчить, що Сан-Коломбано після його прибуття до міста, приблизно в 612 році, був прийнятий лангобардськими правителями та запрошений зі своїми ченцями на розкішний обід. Йому подавали численні страви з великою кількістю підсмаженої дичини, але Коломбано та його сім'я, хоч і не було в п'ятницю, відмовили тим надто багатим м'ясам, які подавали в період покаяння, наприклад, у Великий піст. Королева Теодолінда була ображена тим, що не зрозуміла, але абат подолав нещасну ситуацію дипломатією, заявивши, що вони будуть їсти м'ясо лише після благословення. Коломбано підняв праву руку на знак хреста, і посуд перетворився на білих голубів хліба, білих, як їх монастирські туніки. Вундеркінд сильно вразив королеву, яка зрозуміла святость абата і вирішила подарувати територію Боббіо, де народилося абатство Сан-Коломбано. Білий голуб є також іконописним символом Святого і завжди зображується на його плечі.